# La Boule rouge (film, 1933)
Pour les articles homonymes, voir Blood Money et La Boule rouge.
Pour plus de détails, voir Fiche technique et Distribution.
La Boule rouge (titre original : Blood Money) est un film policier américain en noir et blanc réalisé par Rowland Brown, sorti en 1933.
Le film a été considéré comme perdu pendant près de quarante ans avant d'être redécouvert.

## Synopsis
Bill Bailey, un prêteur d'argent sous caution affable et ambitieux croise tous types de délinquants, du petit au criminel de carrière dont Drury Darling, le frère de l'amante de Bailey, la propriétaire de la boîte de nuit Ruby Darling. Bailey est assez populaire dans le monde criminel car il fournit aux membres des gangs les moyens de rester libres en attendant d'être jugé, et il sait comment répartir l'argent pour rendre les rouages du gouvernement plus fluides. Puis, un jour, il rencontre Elaine Talbert, une mondaine à la recherche de sensations fortes dont le penchant pour l'excitation est passé du vol à l'étalage dans des magasins luxueux aux voitures rapides. 
Bailey ne sait pas trop quoi penser d'elle, elle est attrayante et attirée par lui, mais son désir de détournements illicites et dangereux va à l'encontre du bon sens qu'il applique à sa vie. Ses manœuvres quasi légales et extra-légales sont amusantes pendant un certain temps, mais ce qu'elle veut vraiment, comme elle le dit à Bailey, c'est un homme qui "prendra les commandes" et la dominera, physiquement et de toutes les autres manières. Finalement, elle se lasse du Bailey, d'âge moyen, et gravite vers Drury Darling, dont les exploits en tant que voleur de banque correspondent davantage à son envie d'excitation.
Lorsque Darling est arrêté, il dépend d'elle pour transmettre l'argent dont Bailey a besoin pour le renflouer, et c'est à ce moment-là que s'arrête la vie sans heurts que Bailey s'est arrangée.

## Fiche technique
- Titre : La Boule rouge
- Titre original : Blood Money
- Titre en Belgique : L'Argent du sang
- Réalisation : Rowland Brown
- Assistant-réalisateur : Ben Silvey
- Second Assistant-réalisateur : Samuel G. Engel
- Scénario : Rowland Brown, Hal Long
- Photographie : James Van Trees
- Montage : Lloyd Nosler
- Musique : Alfred Newman
- Direction artistique : Albert S. D'Agostino
- Costumes : Andy Anderson
- Son : Bruce Rutherford
- Scripte : Hal Long
- Producteurs : Darryl F. Zanuck, Joseph M. Schenck
- Producteurs associés : William Goetz, Raymond Griffith
- Société de production : Twentieth Century Pictures
- Société de distribution : United Artists
- Pays de production :  États-Unis
- Langue : anglais
- Format : noir et blanc - 35 mm - 1,37:1 - Son : Mono (Western Electric Noiseless Recording)
- Genre : Film dramatique, Film policier
- Durée : 65 minutes
- Dates de sortie :
  - États-Unis : 17 novembre 1933
  - France : 23 novembre 1934

## Distribution
- George Bancroft : Bill Bailey
- Judith Anderson : Ruby Darling
- Frances Dee : Elaine Talbart
- Chick Chandler : Drury Darling
- Blossom Seeley : le chanteur
- Etienne Girardot : l'employé
- George Regas : Charley
- Theresa Harris : Jessica

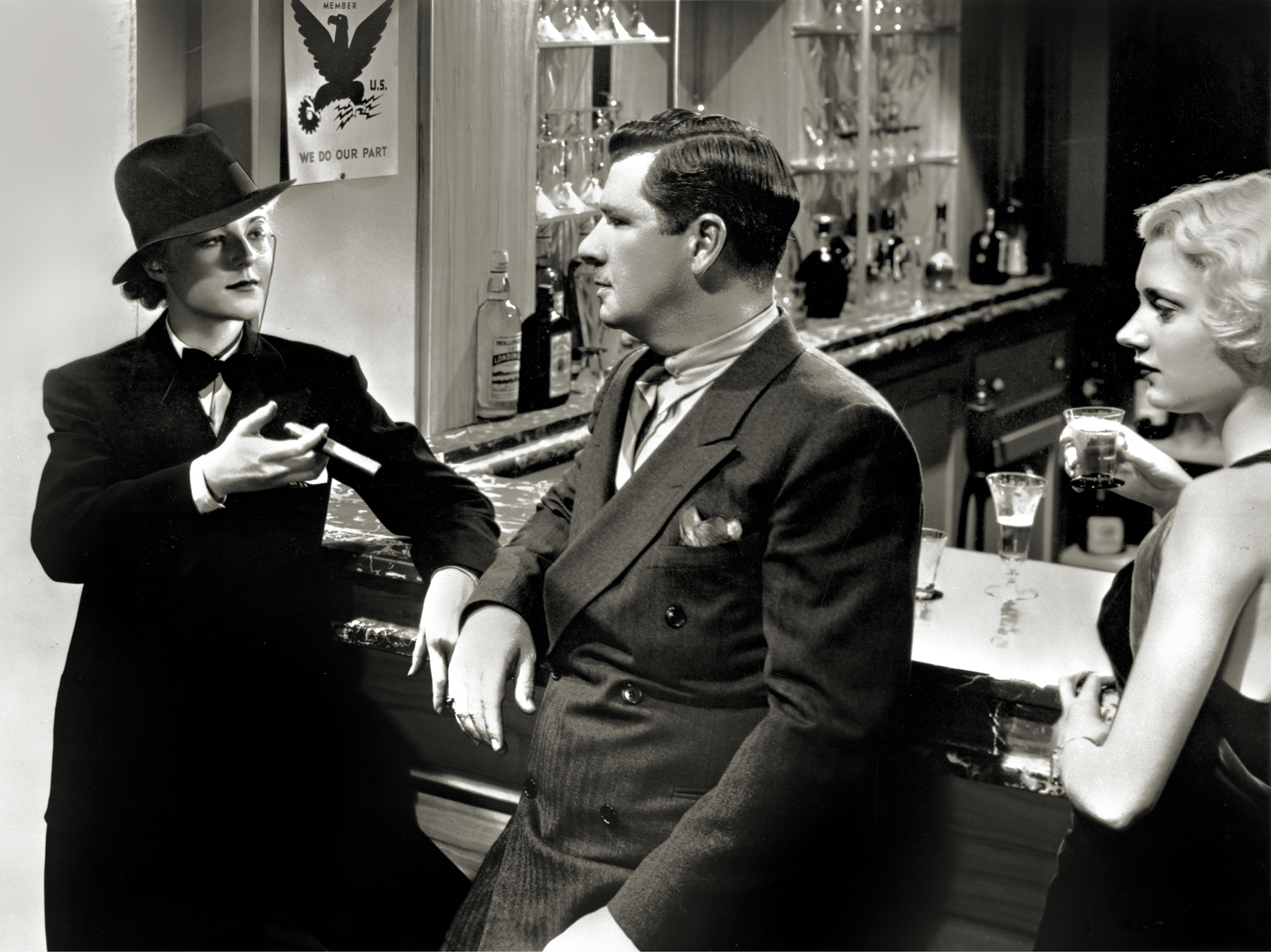
Kathlyn Williams et George Bancroft dans une scène du film.

- Kathlyn Williams : la femme au monocle du night-club
- John Bleifer : le fabricant de bombes
- Ann Brody : la cliente juive
- Henry Lewis Jr. : le fils de la cliente juive
- Sandra Shaw : Job Seeker
- Henry Kolker : le rédacteur en chef du journal
- Bradley Page : le procureur de district
- Noel Francis : l'amie de Red
- Harry Depp : le fleuriste
- Robert Homans : le détective faux ivrogne
- Arthur Loft : un complice de Charley

## Autour du film
- C'est le premier film de Judith Anderson, connue pour son rôle de l'inquiétante gouvernante Mme Danvers dans le film d'Alfred Hitchcock, Rebecca (1940).